# Dicranomyia (Zelandoglochina) circularis
Dicranomyia (Zelandoglochina) circularis is een tweevleugelige uit de familie steltmuggen (Limoniidae). De soort komt voor in het Australaziatisch gebied.